# Купшинці
Купшинці (словен. Kupšinci) — поселення в общині Мурська Собота, Помурський регіон, Словенія. Висота над рівнем моря: 194,6 м.